# Geometría molecular tetraédrica

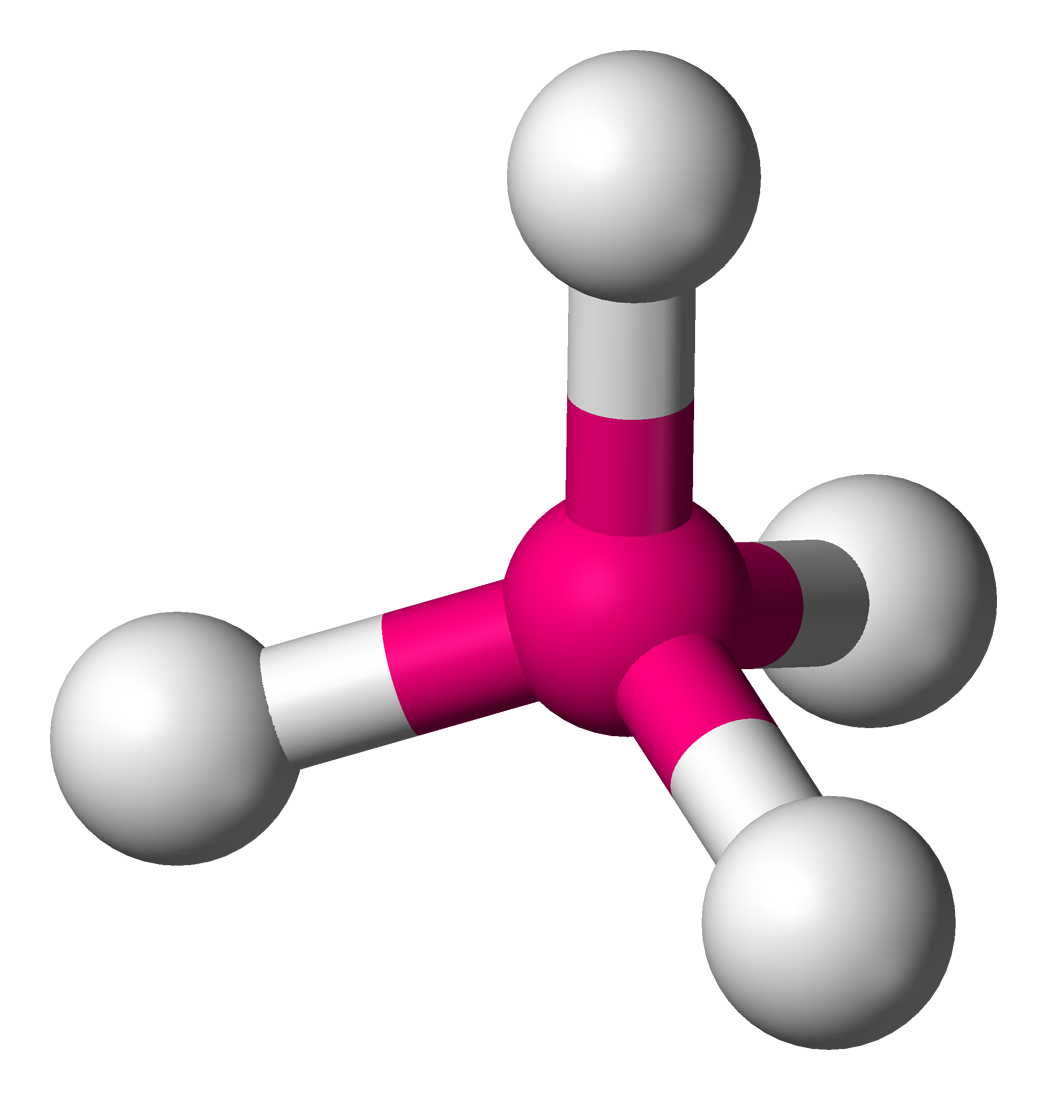
Estructura ideal de una molécula teraédrica con un átomo central de color rosa.

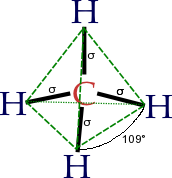
El metano (CH_{4}) es una molécula tetraédrica con ángulos de enlace de 109°.

La geometría molecular tetraédrica es una clase de geometría molecular en la que un átomo se encuentra en el centro enlazado químicamente con cuatro sustituyentes que se encuentran en las esquinas de un tetraedro. Algunos ejemplos de especies químicas con esta geometría son el metano (CH4), el ion amonio (NH4+), o los aniones sulfato (SO42-) y fosfato (PO43-).

## Ángulos de enlace y simetría
Los ángulos de enlace cumplen la condición {\displaystyle \cos \sigma =-{\frac {1}{3}}}, por lo que {\displaystyle \sigma =\arccos -{\frac {1}{3}}}, y por tanto {\displaystyle \sigma \approx 109,5^{\circ }}, cuando los cuatro sustituyentes son iguales, como en el CH4. Esta geometría molecular es común en todos los elementos químicos de la primera mitad de la tabla periódica. El tetraedro perfectamente simétrico pertenece al grupo puntual {\displaystyle T_{d}}, pero la mayoría de las moléculas tetraédricas no poseen tan alta simetría porque los cuatro sustituyentes no son iguales. Las moléculas tetraédricas puede ser quirales si poseen los cuatro sustituyentes diferentes.
Pares o grupos de electrones total:4
Pares o grupos de electrones de enlace:4
Pares o grupos de electrones sin compartir:0

## Ejemplos

### Elementos representativos
La práctica totalidad de los compuestos orgánicos saturados, y la mayoría de los compuestos de Si, Ge, y Sn son tetraédricos. A menudo, las moléculas tetraédricas muestran enlaces múltiples a ligandos exteriores, como en tetraóxido de xenón (XeO4), el ion perclorato (ClO4-), el ion sulfato (SO42-) o el ion fosfato (PO43-). El trifluoruro de tiazilo (SNF3) es tetraédrico, con un triple enlace azufre-nitrógeno.
El amoníaco (NH3) puede ser clasificado como tetraédrico, si se tiene en cuenta el par solitario como un ligando como en el lenguaje de la teoría RPECV, pero es más conveniente considerar la molécula como piramidal trigonal. Los ángulos H-N-H son 107°, algo menores del valor teórico 109,4°, una diferencia atribuida a la influencia del par solitario.
Pero tomando que igual el H-N-H son 107° menores al grado teórico.

### Estructura del agua
Los ejemplos más simples de moléculas orgánicas mostrando carbono invertido son los propelanos más pequeños, por ejemplo, el [1.1.1]propelano, o en general, o más en general los paddlanos, y piramidanos Estas moléculas poseen típicamente tensión estructural, lo que da como resultado una mayor reactividad.